# Deer Tick (formație)

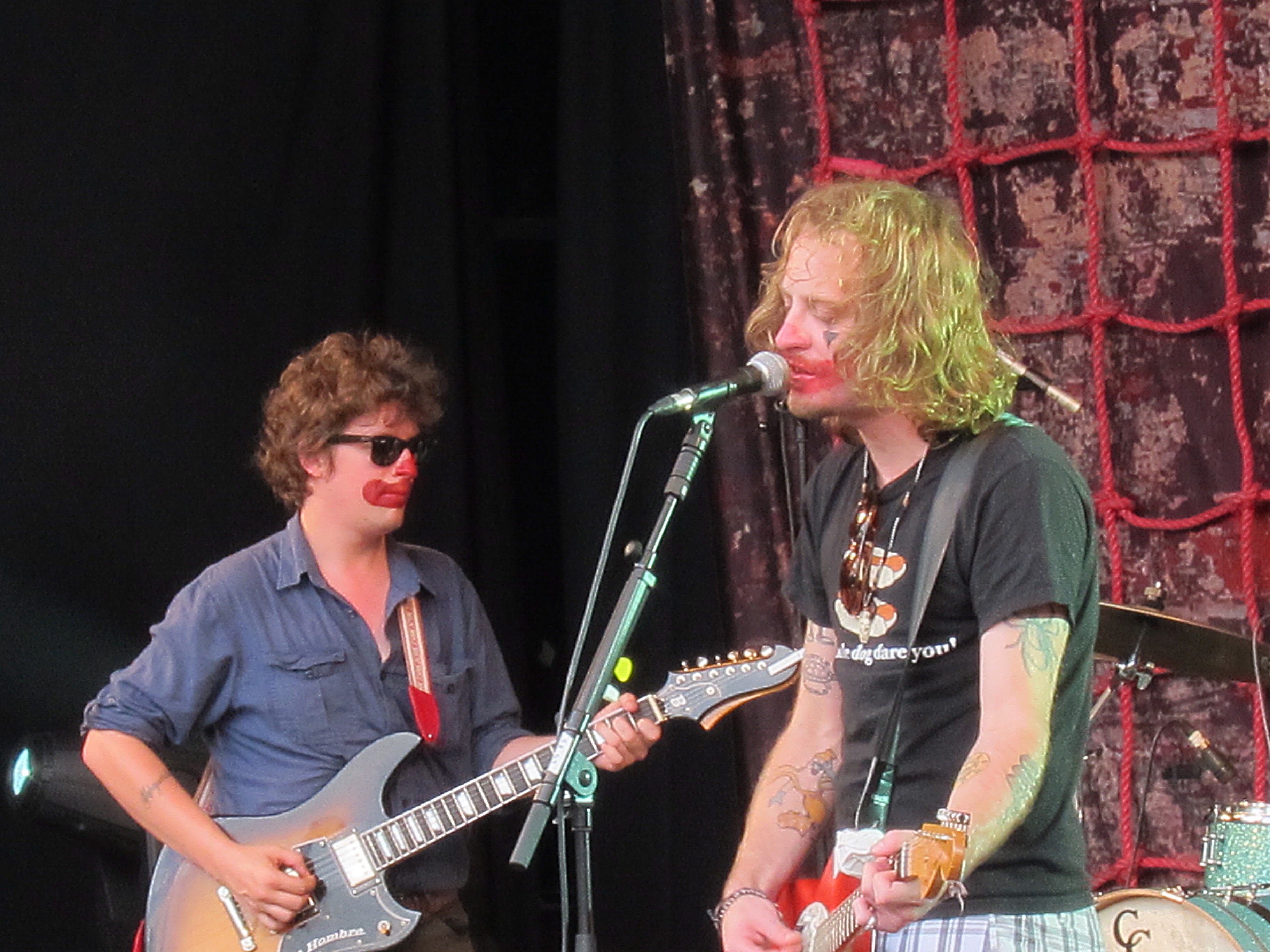
Deer Tick

Deer Tick este o formație americană de country  alternativ din Providence, Rhode Island, înființată în 2004. Solistul formației este John McCauley.

## Discografie
- War Elephant (2007, Partisan Records)
- Born on Flag Day (2009, Partisan Records)
- The Black Dirt Sessions (2010, Partisan Records)
- Divine Providence, (2011, Partisan Records) / 2012, Loose Music)
- Negativity (2013, Partisan Records)